# Національний банк зовнішньо-економічної діяльності Республіки Узбекистан
«Національний банк зовнішньо-економічної діяльності Республіки Узбекистан» — узбецький комерційний банк. Центральний офіс розташований у Ташкенті. Має генеральну ліцензію Центрального банку Республіки Узбекистан № 22 від 25 жовтня 1991 року. Заснований 1 вересня 1991 року.
Банк має понад 93 філії і відділення. Також має дочірній банк у Росії: «Азія-Інвест Банк». Кореспондентська мережа банку нараховує понад 628 фінансових установ.

## Статистика

### Активи банку
- 01.01.2007 — 2 997 266 млн. UZS
- 01.01.2009 — 4 001 505 млн. UZS
- 01.01.2010 — 4 572 105 млн. UZS

### Власний капітал банку
- 01.01.2007 — 496 881 млн. UZS
- 01.01.2009 — 599 692 млн. UZS
- 01.01.2010 — 670 235 млн. UZS

### Чистий прибуток (збиток) банку
- 01.01.2007 — 40 179 млн. UZS
- 01.01.2008 — 20 206 млн. UZS
- 01.01.2009 — 77 076 млн. UZS
- 01.01.2010 — 67 554 млн. UZS

## Керівництво банку
- Рахімов Саідахмат Борієвич — Голова правління